# CJ Group
CJ Group (koreansk: 씨제이㈜) er et sydkoreansk konglomeratholdingselskab med hovedkontor i Seoul. Det omfatter adskillige virksomheder inden for forskellige industrier inden for mad- og fødevareservice, farmaceutisk og bioteknologi, underholdning og medier, hjemmeshopping og logistik. CJ Group var oprindeligt en filial af Samsung, indtil den skiltes i 1990'erne.
CJ kommer fra 'Cheil Jedang' (koreansk: 제일 제당), som bogstaveligt talt kan betyde "første sukkerfremstilling", den industri, hvor den oprindeligt startede.
Bemærkelsesværdige datterselskaber af CJ inkluderer CJ CheilJedang (mad og drikkevarer), CJ Korea Express (logistik), CJ Olive Networks (sundheds- og skønhedsbutikker og IT), CJ ENM (underholdning og detailhandel) og CJ CGV (biografkæde).